# Rettungsmedaille (Mecklenburg-Vorpommern)

Rettungsmedaille des Landes Mecklenburg-Vorpommern (grafische Darstellung)

Die Rettungsmedaille des Landes Mecklenburg-Vorpommern wurde vom damaligen Ministerpräsidenten Berndt Seite am 24. Oktober 1992 durch den Landtag gestiftet. Sie ist somit eine staatliche Anerkennung für Retter, die unter Einsatz ihres eigenen Lebens Rettungstaten durchgeführt haben.

## Stiftungsinhalt
Die Rettungsmedaille wird laut Stiftungssatzung nur an diejenigen Personen verliehen, die unter besonders schwierigen, mit eigener Lebensgefahr verbundenen Umständen Menschen aus Lebensgefahr gerettet haben oder an solche Personen, die von der Allgemeinheit eine erhebliche Gefahr abgewendet haben und dabei ein besonderes Maß an Mut und Opferwilligkeit gezeigt haben. Dabei kann die Verleihung der Rettungsmedaille nur einmal an ein und dieselbe Personen erfolgen. Eine Mehrfachverleihung ist damit ausgeschlossen. Erfolgte die Rettungstat nur unter minderschwerer Lebensgefahr oder war erfolglos, wird eine öffentliche Belobigung ausgesprochen, die gilt auch in dem Fall, in dem bereits eine Rettungsmedaille für frühere Einsätze verliehen worden ist. Neben der Rettungsmedaille selber und der öffentlichen Belobigung kann zudem eine Geldbelohnung gewährt werden. Personen jedoch, denen der Schutz des Lebens anderer anvertraut ist oder wurde, bzw. denen die Abwendung von Gefahren von der Allgemeinheit dienstlich oder beruflich obliegen (z. B. Feuerwehr- oder Sanitätsdienstangehörige) kann die Rettungsmedaille nur gewährt werden, wenn diese bei der Rettungstat das Durchschnittsmaß der ihnen obliegenen Pflicht erheblich überschritten hatten.

### Entscheidungsbefugnis
Die Entscheidung, ob die Rettungsmedaille, die öffentliche Belobigung und daneben eine Geldbelohnung gewährt wird, entscheidet auf Vorschlag des Innenministers der Ministerpräsident des Landes selber. Er vollzieht auch deren Aushändigung. Im Falle der Verleihung der Rettungsmedaille sowie bei der öffentlichen Belobigung wird eine vom Ministerpräsidenten unterzeichnete Urkunde dem Retter überreicht. Diese Verleihungsbefugnis kann er jedoch auch auf andere Personen delegieren. Sowohl die Verleihung der Rettungsmedaille und die öffentliche Belobigung, werden im Amtsblatt für Mecklenburg-Vorpommern bekanntgemacht.

### Aussehen und Beschaffenheit
Die Rettungsmedaille wird in Silber geprägt und hat einen Durchmesser von 33 mm. Auf ihrer Vorderseite wurde mittig das Staatswappen des Landes dargestellt, welches von der Umschrift: MECKLENBURG-VORPOMMERN umgeben ist. Sowohl Schriftzug als Staatswappen sind dabei erhaben geprägt. Die Rückseite der Medaille zeigt die vierzeilige Inschrift: Für / Rettung / aus / Gefahr. Getragen wird die Medaille, in Anlehnung an das alte Preußische Vorbild an einem orangefarbenen Band, mit einer Breite von 25 mm, welches an ihren Ränder von einem schmalen weißen Streifen durchzogen ist.

## Sonstiges
Die Ermittlung der Rettungstaten sowie die beizufügende Berichterstattung über die Rettung selber sind auf dem Dienstweg an den Innenminister durch die örtliche Ordnungsbehörden zu erfolgen, in dessen Bereich die Rettung stattgefunden hat. Im Gegensatz dazu ist bei Rettungstaten auf See, der Heimathafen des Schiffes zuständig.